# Фьоро, Манон
Мано́н Кароли́н Фьоро́ (фр. Manon Caroline Fiorot; род. 17 февраля 1990, Франция, Ницца) — французский боец смешанных единоборств, выступающая в наилегчайшем дивизионе UFC. Занимает 2 строчку в женском наилегчайшем весе UFC и 4 строчку официального рейтинга организации среди лучших бойцов независимо от женской весовой категории (англ. pound-for-pound).

## Ранние годы
Спортивная карьера Фьоро началась в 7 лет с карате. Позже она перешла в школу сноуборда и выиграла чемпионат Франции.
В 18 лет Фьоро вернулась к каратэ и получила чёрный пояс, после чего вошла в состав национальной сборной Франции. В 2014 году она была отобрана на чемпионат мира по каратэ, но вскоре получила серьёзную травму. После выздоровления она занялась кикбоксингом и тайским боксом, в которых выиграла несколько национальных соревнований.
В любительском тайском боксе её послужной список — 15 побед и 0 поражений, она обладательница двух титулов национальной чемпионки. Фьоро также имеет чёрный пояс по карате и три титула национальной чемпионки в К-1.

## Карьера в смешанных единоборствах

### Ранняя карьера
Ранняя карьера началась в 2017 году, участвовала в чемпионате Европы среди любителей, где проиграла в финале борцовке Корнелии Холм.
Несколько месяцев спустя она выиграла чемпионат мира IMMAF среди любителей. Её рекорд в любительских боях — 7 побед при 1 поражении.
16 июня 2018 года она впервые профессионально дралась против Лии МакКорт в организации Cage Warriors на Cage Warriors 94 и проиграла раздельным решением судей.
В 2019 году она поехала в Йоханнесбург, чтобы принять участие в реалити-шоу под названием «Боец», организованном Extreme Fighting Championship (EFC). После 2 месяцев соревнований она выиграла конкурс реалити-шоу и присоединилась к EFC. В декабре 2019 года она выиграла у Аманды Лино, став чемпионкой мира EFC среди женщин в наилегчайшем весе. Заработав свой титул, она присоединилась к UAE Warriors. На UAE Warriors 12 она победила Коринн Лафрамбуаз техническим нокаутом в третьем раунде. Фиро победила Наоми Татароглу техническим нокаутом во втором раунде на UAE Warriors 13. На UAE 14 она победила Габриэлу Кампос техническим нокаутом в первом раунде, выиграв чемпионат ОАЭW в наилегчайшем весе.

### Путь в UFC
Фьоро дебютировала в UFC 20 января 2021 года на турнире UFC on ESPN: Chiesa vs. Magny против Виктории Леонардо. Она выиграла бой техническим нокаутом во втором раунде.
Фьоро должна была сразиться с Мариной Мороз 5 июня 2021 года на турнире UFC Fight Night: Rozenstruik vs. Sakai. Однако Мороз была снята с мероприятия по неизвестным причинам, и её заменила Табата Риччи. Фьоро выиграла бой техническим нокаутом во втором раунде.
Фьоро должна была сразиться с Майрой Буэно Сильвой 25 сентября 2021 года на турнире UFC 266. Однако бой был перенесен на UFC Fight Night: Ladd vs. Dumont из-за протоколов COVID-19. Фьоро выиграла бой единогласным решением судей.
В качестве первого боя по её новому контракту на несколько боев Фьоро должна была сразиться с Джессикой Ай 5 марта 2022 года на турнире UFC 272. Однако за неделю до турнира Ай отказался от участия из-за травмы, и бой был отменен.
Фьоро встретилась с Дженнифер Майей 26 марта 2022 года на турнире UFC on ESPN 33. Она выиграла бой единогласным решением судей.
Фьоро должен был сразиться с Кэтлин Чукагян 3 сентября 2022 года на турнире UFC Fight Night 209. Однако в середине июня Чукагян отказалась от участия по неизвестным причинам, и её заменила бывшая чемпионка UFC в наилегчайшем весе среди женщин Джессика Андраде. В свою очередь, Андраде отказался от участия в середине июля по неизвестным причинам, и её заменил первоначальный противник Фьоро Чукагян. После того, как Фьоро повредила колено, поединок в конечном итоге был перенесен на турнир UFC 280, 22 октября 2022 года. На взвешивании Чукагян весила 127,5 фунтов, что на 1,5 фунта больше лимита боя без титула в наилегчайшем весе. Чукагян оштрафовали на 20 % от её гонорара, которые перейдут её противнику Фьоро. Она выиграла бой единогласным решением судей.

## Достижения
Extreme Fighting Championship
- Чемпион EFC в женском наилегчайшем весе (один раз).

UAE Warriors
- Чемпион UAE Warriors в женском наилегчайшем весе (один раз).

## Статистика в профессиональном ММА
По данным Sherdog:
| Боёв 14  | Побед 12 | Поражений 2 |
| -------- | -------- | ----------- |
| Нокаутом | 6        | 0           |
| Решением | 6        | 2           |

| Результат | Рекорд | Соперник           | Способ                                               | Турнир                                 | Дата             | Раунд | Время | Место                          | Примечание                                                                          |
| --------- | ------ | ------------------ | ---------------------------------------------------- | -------------------------------------- | ---------------- | ----- | ----- | ------------------------------ | ----------------------------------------------------------------------------------- |
| Поражение | 12-2   | Валентина Шевченко | Единогласное решение                                 | UFC 315                                | 10 мая 2025      | 5     | 5:00  | Монреаль, Канада               | Бой за титул чемпиона UFC в женском наилегчайшем весе                               |
| Победа    | 12-1   | Эрин Блэнчфилд     | Единогласное решение                                 | UFC on ESPN: Блэнчфилд vs. Фьоро       | 30 марта 2024    | 5     | 5:00  | Атлантик-Сити, Нью-Джерси, США |                                                                                     |
| Победа    | 11-1   | Роуз Намаюнас      | Единогласное решение                                 | UFC Fight Night: Ган vs. Спивак        | 2 сентября 2023  | 3     | 5:00  | Париж, Франция                 |                                                                                     |
| Победа    | 10-1   | Кэтлин Чукагян     | Единогласное решение                                 | UFC 280                                | 22 октября 2022  | 3     | 5:00  | Абу-Даби, ОАЭ                  | Бой в промежуточном весе (57,61 кг). Чукагян не уложилась в лимит весовой категории |
| Победа    | 9-1    | Женнифер Майя      | Единогласное решение                                 | UFC on ESPN: Блейдс vs. Докас          | 26 марта 2022    | 3     | 5:00  | Колумбус, Огайо, США           |                                                                                     |
| Победа    | 8-1    | Майра Буэну Силва  | Единогласное решение                                 | UFC Fight Night: Лэдд vs. Думонт       | 16 октября 2021  | 3     | 5:00  | Лас-Вегас, Невада, США         |                                                                                     |
| Победа    | 7-1    | Табата Риччи       | Технический нокаут (удары)                           | UFC Fight Night: Розенстрайк vs. Сакаи | 5 июня 2021      | 2     | 3:00  | Лас-Вегас, Невада, США         |                                                                                     |
| Победа    | 6-1    | Виктория Леонардо  | Технический нокаут (удар ногой в голову и добивание) | UFC on ESPN: Кьеза vs. Магни           | 20 января 2021   | 2     | 4:08  | Абу-Даби, ОАЭ                  |                                                                                     |
| Победа    | 5-1    | Габрьела Кампос    | Технический нокаут (удары)                           | UAE Warriors 14                        | 27 октября 2020  | 1     | 4:48  | Абу-Даби, ОАЭ                  | Завоевала пояс чемпиона UAE Warriors в женском наилегчайшем весе                    |
| Победа    | 4-1    | Наоми Татароглю    | Технический нокаут (удары)                           | UAE Warriors 13                        | 25 сентября 2020 | 2     | 3:00  | Абу-Даби, ОАЭ                  |                                                                                     |
| Победа    | 3-1    | Коринн Лафрамбуаз  | Технический нокаут (удары)                           | UAE Warriors 12                        | 31 июля 2020     | 3     | 1:52  | Абу-Даби, ОАЭ                  |                                                                                     |
| Победа    | 2-1    | Аманда Лино        | Единогласное решение                                 | EFC 83                                 | 14 декабря 2019  | 3     | 5:00  | Претория, ЮАР                  | Завоевала пояс чемпиона EFC в женском наилегчайшем весе                             |
| Победа    | 1-1    | Меллони Гёгьес     | Технический нокаут (удары)                           | EFC 80                                 | 29 июня 2019     | 3     | 4:17  | Йоханнесбург, ЮАР              | Дебют в женской наилегчайшей весовой категории                                      |
| Поражение | 0-1    | Лия Маккорт        | Раздельное решение                                   | Cage Warriors 94                       | 16 июня 2018     | 3     | 5:00  | Антверпен, Бельгия             | Дебют в ММА. Бой в промежуточном весе (62,6 кг)                                     |

### Комментарии
1. ↑  В некоторых русскоязычных источниках может встречаться вариант написания фамилии как Фиро, Фиоро или Фиорот. Такое написание не соответствует правилам практической транскрипции.